# Garango (departamento)
Garango é um departamento ou comuna da província de Boulgou no Burkina Faso. A sua capital é a cidade de Garango.
Em 1 de julho de 2018 tinha uma população estimada em 100870 habitantes.